# جامع سليمان
جامع سليمان يعود إلى العصر المملوكي ، و يقع في شارع سليمان في منطقة جب القبة في شرق مدينة حلب يعود إلى العهد المملوكي ، حيث بني في العام 783هـ الموافق لعام 1381 م.تعتبر واجهت الغربية تجسيداً للفن المملوكي بشبابيكها.